# ۷۷۶ (قمری)
۷۷۶ (قمری)، هفتصد و هفتاد و ششمین سال در گاهشماری هجری قمری است. اول محرم این سال برابر با بیستم ژوئن سال ۱۳۷۴ میلادی است.

## درگذشتگان
- ۲ جمادی‌الاول - سلطان اویس جلایر از پادشاهان آل جلایر

## وابسته
- مرینیان